# ふるさと祭り東京 〜日本のまつり・故郷の味〜
「ふるさと祭り東京 〜日本のまつり・故郷の味〜」（ふるさとまつりとうきょう にっぽんのまつり・ふるさとのあじ）は、かつて毎年1月に東京ドームで開催されていた、大規模な全国各地の物産展である。

## 概要
2009年1月より開催。毎年、東京ドームに全国各地の名物を販売する物販ブースが多く設けられている。また、ステージでは全国の有名なお祭り（青森ねぶた、秋田竿燈まつり、東京高円寺阿波おどり、新居浜太鼓祭り、沖縄全島エイサーまつりなど）が披露されていた。
後述する新型コロナウイルスの影響により、2021年はオンラインでの祭り紹介、2022年は屋外開催を目指したものの中止となり、2023年に3年ぶりに通常開催が復活した。しかし、同年6月に「日本文化」の更なる紹介をテーマとした新たなイベントを2025年を目途に実施するとして、「ふるさと祭り東京」は2023年を最後に終了することを発表した。
間が空く2024年は、東京ドームを使用せず、東京ドームシティの別の施設（プリズムホールなど）を使用する形で、同年3月9日・10日（当初は3月4日 - 13日と発表されていた）に『ご当地ふるさとウィークエンド!』を、同年3月8日 - 13日に『ご当地よいどれ市 2024』を単発開催した。これらのイベントは、「ご当地ふるさとウィークエンド!実行委員会」として引き続き文化放送と東京ドームが主催するものの、フジテレビジョンは協力という形に変更となる。更に宣伝部長はロシアン佐藤に変更される。

## 歴史
- 2009年1月9日：第1回開催（当時の主催は日本テレビ放送網・文化放送・東京ドーム）
- 2010年：この年より「ご当地どんぶり選手権」を開催
- 2011年：この年より主催テレビ局がフジテレビジョン（フジテレビ）、後援テレビ局がテレビ神奈川（tvk）・千葉テレビ放送（チバテレ）に変更。スペシャルプロデューサーとして小倉智昭が就任。期間がこれまでの4日間から1週間に延長。
- 2012年：「ご当地どんぶり選手権」の参加団体が増えたため、この年より大会前（前年の11月頃）に予選会を実施。
- 2013年：後援テレビ局に東京メトロポリタンテレビジョン（TOKYO MX）が加わる。
- 2014年：「ご当地どんぶり選手権」の参加団体が更に増えたため、この年のみ予選会を関東地区・関西地区の2回開催に変更。
- 2015年11月25日 - 12月1日：「ご当地どんぶり選手権」の派生イベントとして、過去の上位入賞団体が参加する「絶品!ご当地弁当まつり」を伊勢丹浦和店で開催。
- 2016年：TOKYO MXが後援から撤退。再度後援テレビ局がtvk・チバテレになる。
- 2021年：新型コロナウイルスの影響により中止。代わりにオンライン開催で、全国各地の祭りの披露などが東京ドームからの配信で行われた。
- 2022年：当初は以下の通り2月の開催で調整されていたが、新型コロナウイルスの影響により、開催予定直前の2月1日に中止を発表[4]。
  - 理由としては、2022年1月 - 3月に東京ドームの改修工事実施、および新型コロナウイルス対策としてであった。
  - 東京ドームが使用できないため、東京ドームシティの屋外を使用しての開催予定だった。
  - 例年は1月中旬の開催だが、2月10日 - 23日の開催を予定していた。なお、この時期は例年は世界らん展日本大賞が開催されているが、2021年・2022年はいずれも3月にプリズムホールでの開催に変更されている。
- 2023年：2020年以来、3年ぶりの開催（オンライン開催だった2021年からカウントすると、2年ぶりの開催）[5]。なお、これまで後援テレビ局であったtvk・チバテレは外れ、協力団体にクレジットされていない。
- 2023年6月6日：公式サイトにて、「ふるさと祭り東京」が2023年開催を以って終了することを発表。

## 開催日程
| 年次   | 開催期間                          | 入場者数  |
| ------ | --------------------------------- | --------- |
| 2009年 | 2009年1月9日 - 1月12日（4日間）   | 179,923人 |
| 2010年 | 2010年1月8日 - 1月11日（4日間）   | 195,007人 |
| 2011年 | 2011年1月8日 - 1月16日（8日間）   | 約38万人  |
| 2012年 | 2012年1月7日 - 1月15日（8日間）   | 383,584人 |
| 2013年 | 2013年1月12日 - 1月20日（9日間）  | 379,095人 |
| 2014年 | 2014年1月10日 - 1月19日（10日間） | 408,828人 |
| 2015年 | 2015年1月9日 - 1月18日（10日間）  | 421,324人 |
| 2016年 | 2016年1月8日 - 1月17日（10日間）  | 429,790人 |
| 2017年 | 2017年1月7日 - 1月15日（9日間）   | 405,389人 |
| 2018年 | 2018年1月12日 - 1月21日（10日間） | 421,413人 |
| 2019年 | 2019年1月11日 - 1月20日（10日間） | 424,401人 |
| 2020年 | 2020年1月10日 - 1月19日（10日間） | 443,237人 |
| 2021年 | 開催中止                          | 開催中止  |
| 2022年 | 開催中止                          | 開催中止  |
| 2023年 | 2023年1月13日 - 1月22日（10日間） | 337,436人 |

## 主な内容

### お祭りひろば
全国から厳選された自慢のお祭りがステージを彩る。
跳人の演舞とともに勇壮な山車を豪快に曳き回す青森ねぶた祭（青森県）、色鮮やかな山車がその姿を変えながら練り歩く八戸三社大祭（青森県）、提灯がついた重さ50キロの竿燈を自在に操る妙技の秋田竿燈まつり（秋田県）、四国三大祭りとして名を馳せる豪華絢爛な新居浜太鼓祭り（愛媛県）、海と空を感じさせてくれる沖縄全島エイサーまつり（沖縄県）など全国各地から多くの団体が集まり会場を盛り上げた。（※出場するお祭りは毎年入替）

### 全国ご当地どんぶり選手権
2010年より開催。全国各地のご当地どんぶりが集まり、来場者の投票によりグランプリを決定するもので、コンセプトは『B-1グランプリ』に近い。いろいろと食べ比べができるよう、全てのどんぶりはハーフサイズで統一価格（700円）で提供される。1人1個だけ投票用の「コイン」が渡されるので、それを気に入ったどんぶり1つに投票、コインの多かったどんぶりがグランプリとなる。
2012年からは出場するどんぶりの予選会を事前に実施するようになった。前年ベスト5のどんぶりはシードとなり、予選会はそれ以外のどんぶりで行われる。予選会も同じルールで行われ、投票の多かったどんぶりが本戦進出となる。
- 2014年は関東・関西の2会場の開催となり、どちらか1つの会場に参加して上位を獲得する必要がある。なお、どちらの予選に参加するかに地域の縛りはなく、関東予選に九州のどんぶりが、関西予選に東北のどんぶりが出店することも可能である。先に行われたほうの予選で落選した場合に、もう1つの予選にリベンジ出場することはできない。
- 2015年は前年準グランプリ（2位）でシード権を保有しており、2013年にグランプリを経験している新潟県柏崎市の「鯛茶漬け」が出場辞退。これにより1枠空いたため、予選会で次点落選であった「大山自然薯むぎとろ丼」（神奈川県伊勢原市）が「主催者推薦」枠として参加。
- 2017年は、前年に発生した熊本地震の復興支援として、熊本県阿蘇郡高森町の「阿蘇炙り赤牛丼」が「主催者推薦」枠として参加（予選会は未出場）。

なお、2回グランプリを受賞したどんぶりは「殿堂入り」として「殿丼」として認定され、投票対象からは除外される（殿堂入り後も、毎年出店できる。また、殿丼受賞店舗が別の新作どんぶりを作って2度目以降の殿丼を目指すことも可能である。）。これまでに4杯のどんぶりが殿丼になっており、いずれも2連覇により殿丼を達成している。
- うにめし丼（北海道利尻郡利尻富士町、食堂丸善） - 2011年・2012年グランプリ
- 米沢牛ステーキ丼（山形県米沢市、琥珀堂） - 2014年・2015年グランプリ
- 八戸銀サバトロづけ丼（青森県八戸市、日本で唯一のサバ料理専門店サバの駅） - 2016年・2017年グランプリ
- のどぐろ丼（島根県出雲市、のどぐろ日本海）-2019年・2020年グランプリ

| 年次   | グランプリ受賞どんぶり（受賞団体）                                                          | 予選会会場（期間） |
| ------ | ------------------------------------------------------------------------------------------- | --- |
| 2010年 | 白エビかき揚丼 （富山県射水市、道の駅カモンパーク新湊）                                     | なし |
| 2011年 | うにめし丼 （北海道利尻郡利尻富士町、食堂丸善） ※2012年に殿堂入り                           | なし |
| 2012年 | うにめし丼 （北海道利尻郡利尻富士町、食堂丸善） ※2012年に殿堂入り                           | イオンレイクタウン（埼玉県越谷市） （2011年10月28日-10月30日） |
| 2013年 | 鯛茶漬け （新潟県柏崎市、柏崎地域観光復興推進協議会）                                       | サンシャインシティ文化会館（東京都豊島区） （2012年11月9日 -11月11日に開催された旅フェア内で開催） |
| 2014年 | 米沢牛ステーキ丼 （山形県米沢市、琥珀堂） ※2015年に殿堂入り                                 | 【関東予選】サンシャインシティ文化会館（東京都豊島区） （2013年11月8日 -11月10日に開催された旅フェア内で開催） 【関西予選】JR大阪三越伊勢丹（大阪府大阪市北区） （2013年11月20日 -11月25日の全国物産展催事内で開催） |
| 2015年 | 米沢牛ステーキ丼 （山形県米沢市、琥珀堂） ※2015年に殿堂入り                                 | 東京ビッグサイト（東京都江東区） （2014年9月27日 -9月28日に開催のツーリズムEXPOジャパン内で開催） |
| 2016年 | 八戸銀サバトロづけ丼 （青森県八戸市、日本で唯一のサバ料理専門店サバの駅） ※2017年に殿堂入り | 東京ビッグサイト（東京都江東区） （2015年9月26日 -9月27日に開催のツーリズムEXPOジャパン内で開催） |
| 2017年 | 八戸銀サバトロづけ丼 （青森県八戸市、日本で唯一のサバ料理専門店サバの駅） ※2017年に殿堂入り | 東京ビッグサイト（東京都江東区） （2016年9月24日 -9月25日に開催のツーリズムEXPOジャパン内で開催） |
| 2018年 | 志布志発 かごしま黒豚三昧丼 （鹿児島県志布志市、志布志いい肉食べさせ隊）                    | 東京ビッグサイト（東京都江東区） （2017年9月21日 -9月24日に開催のツーリズムEXPOジャパン内で開催） |
| 2019年 | のどぐろ丼 （島根県出雲市、のどぐろ日本海） ※2020年に殿堂入り                               | 東京ビッグサイト（東京都江東区） （2018年9月22日 -9月23日に開催のツーリズムEXPOジャパン内で開催） |
| 2020年 | のどぐろ丼 （島根県出雲市、のどぐろ日本海） ※2020年に殿堂入り                               | インテックス大阪（大阪府大阪市住之江区） （2019年10月26日 -10月27日に開催のツーリズムEXPOジャパン内で開催） |
| 2021年 | 開催中止                                                                                    | 開催中止 |
| 2022年 | 開催中止                                                                                    | 開催中止 |
| 2023年 | 十勝牛とろ丼 （北海道、株式会社円らく）                                                     | ※予選会は実施せず、書類選考にて決定。 |

### その他の主な内容
- にぎわい市

当イベントで中心となるブース。全国各地のご当地グルメの物販を行い、毎年300前後のブースが並ぶ。2011年からはフジテレビ主催となったことにより、フジテレビ系列（FNS）各局のブースも設けられている。
- ステージイベント

物販とともに1つの柱となる企画。全国各地の有名な祭りが、東京ドーム内に設けられたステージで行われる。一部は、東京ドーム外で披露されるものもある。

## 宣伝活動
2011年に主催がフジテレビに変更後は、フジテレビを中心に宣伝活動を行っている。スペシャルプロデューサーである小倉がMCを務める『情報プレゼンター とくダネ!』（以下、『とくダネ!』）などで宣伝が行われる。また、フジテレビで小倉が出演するCMを放送している。同じCMが2020年までは、同年まで協賛局であったtvk・チバテレでも放送されていて、この他に協賛局ではないがテレビ埼玉（テレ玉）でも放送されていた。ここではtvk・チバテレが協賛している旨の字幕が挿入される。2013年から2015年はTOKYO MXも協賛局だったため、TOKYO MXでもフジテレビ・tvk・チバテレと同じCMが放送された。
なお、ブースの出店はフジテレビ系列局、およびフジテレビのグループ（ニッポン放送、文化放送、BSフジなど）に限られている。そのため、tvk・チバテレ・TOKYO MX（いずれも独立局）は店舗の出店は行っていなかった。
小倉が出演していた『とくダネ!』は、2021年3月で終了した（後番組は『めざまし8』）。これにより、フジテレビで小倉が出演する帯番組は『ジョーダンじゃない!?』（1992年4月放送開始）以来29年間の歴史で幕を閉じた。そのため、新型コロナから再開後の2023年時点で小倉の出演番組がなかったため、単発の当イベント宣伝番組として、『「ふるさと祭り東京2023」presents『日本全国!絶品グルメ女子旅』』が同年1月7日14:30 - 15:30に関東ローカルで、同年1月8日14:00 - 15:00にBSフジでそれぞれ放送された。

## 入場料金
以下は2023年当時のものを記載。いずれの券種も前売りや、過去に当イベントのアンケートに回答した場合に送付されるダイレクトメール持参などによる割引がある。
- 一般：2,000円
2020年までは中学生以上に適用で、別途小学生料金があった（未就学児は無料）。2023年以降は、大人1名につき小学生以下4人まで無料。
- 平日限定当日券（平日のみ適用）：1,600円
- イブニング料金（16時以降に入場の場合適用）：1,400円

## ギャラリー

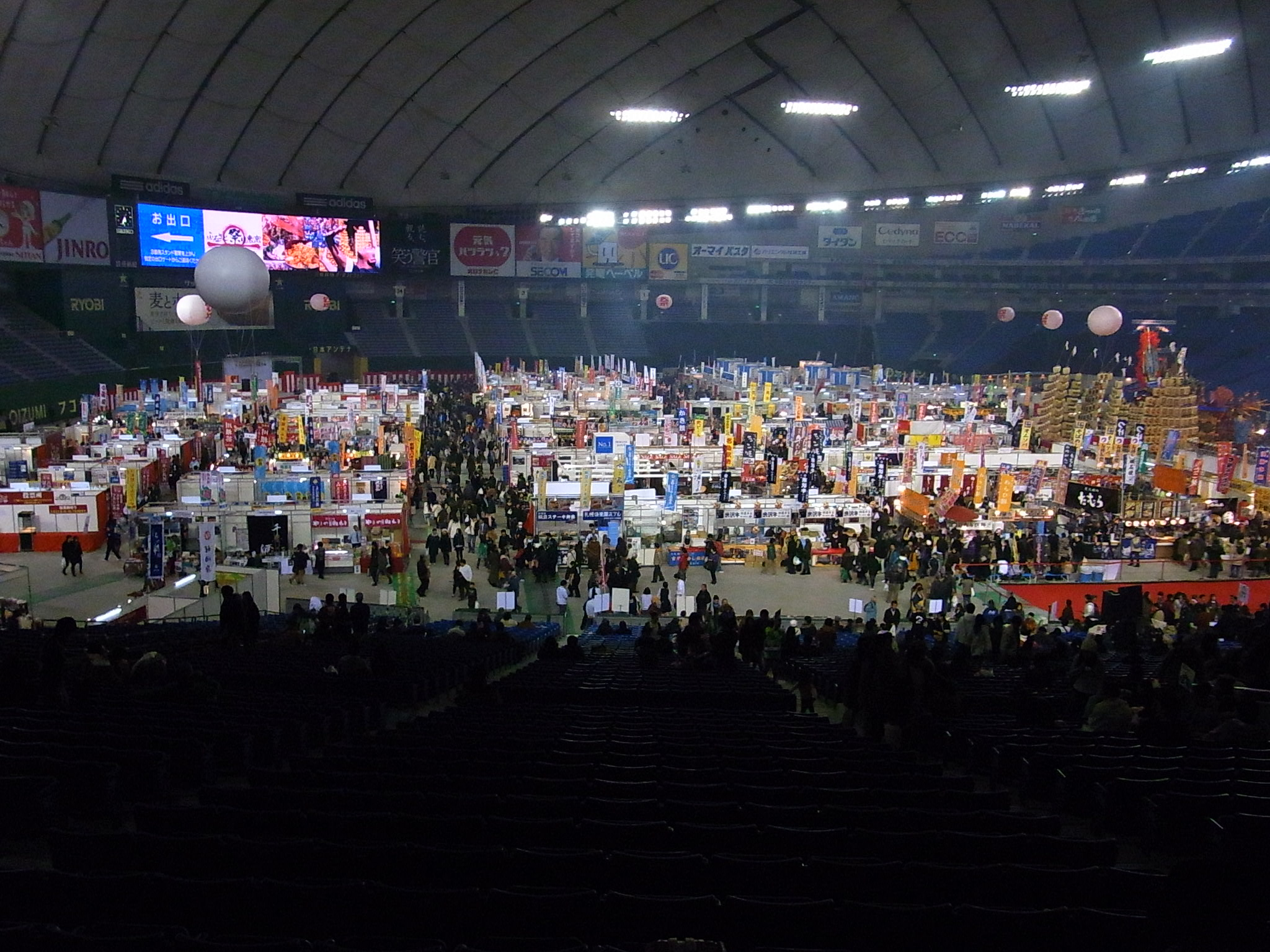
ふるさと祭り東京（2010年1月11日撮影）
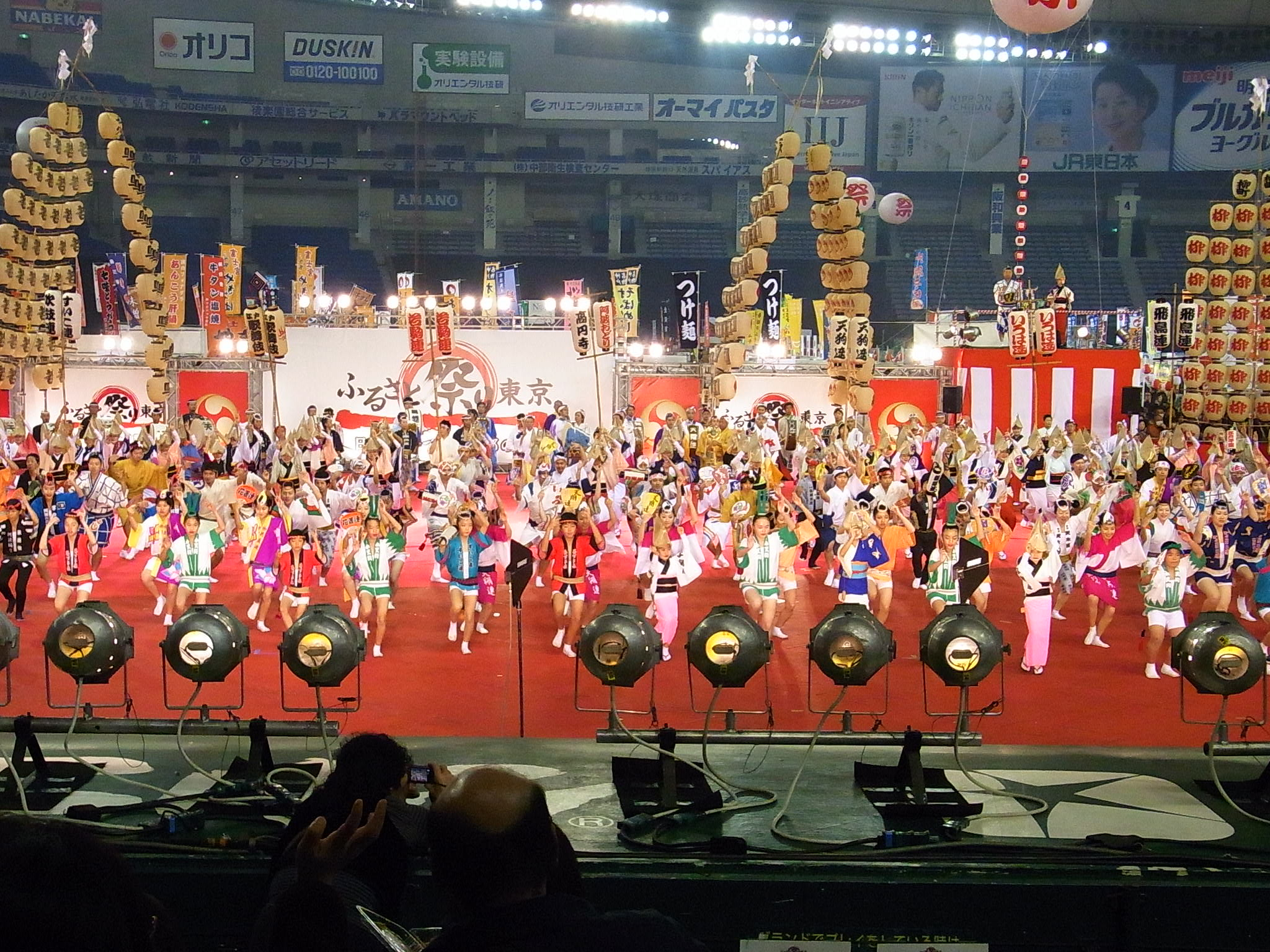
ふるさと祭り東京（2010年1月11日撮影）
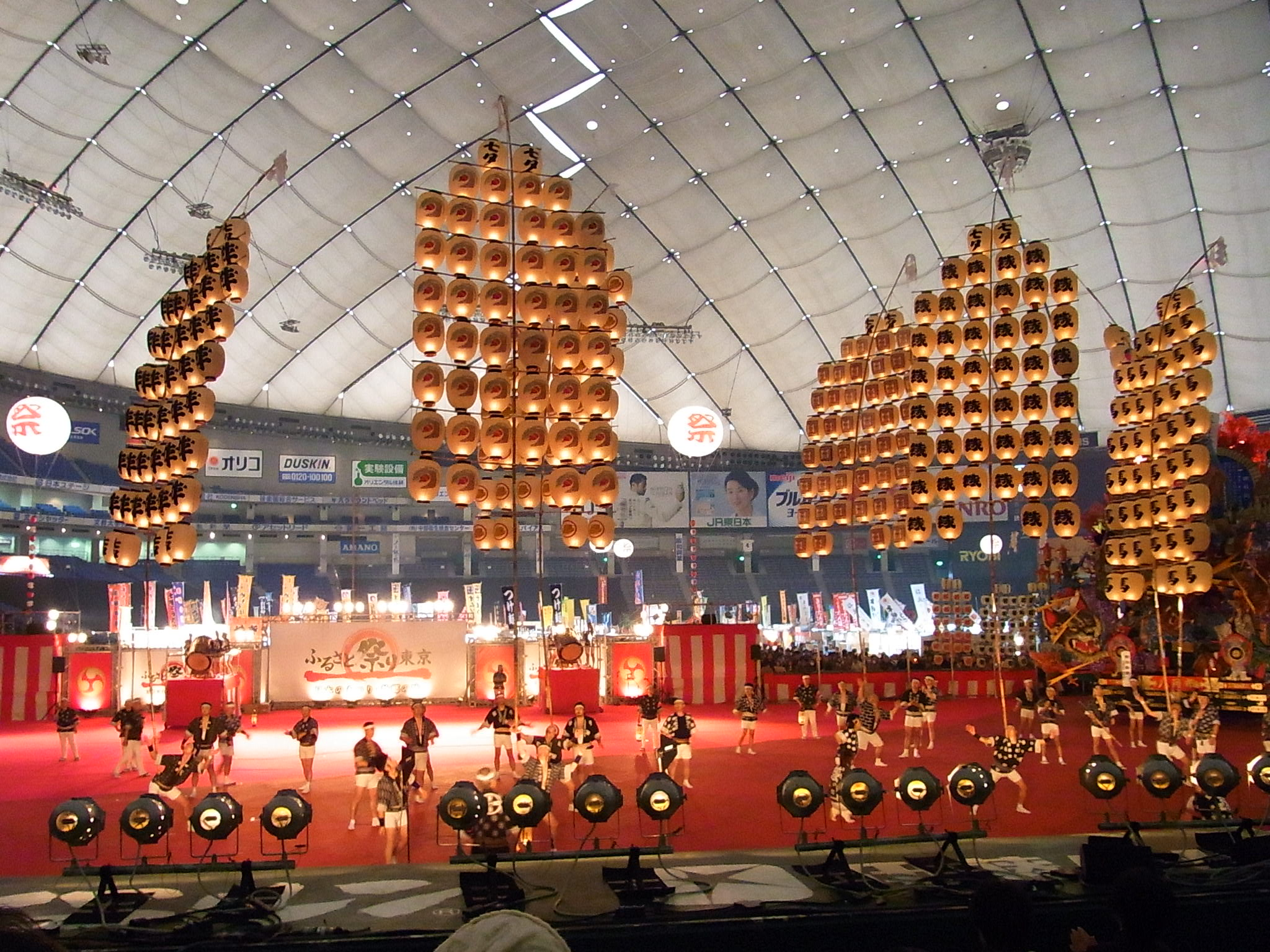
ふるさと祭り東京（2010年1月11日撮影）